# العيص (الشحر)

تعديل مصدري - تعديل

العيص هي إحدى قرى عزلة الشحر بمديرية الشحر التابعة لمحافظة حضرموت، بلغ تعداد سكانها 1243 نسمة حسب تعداد اليمن لعام 2004.